# 18. SS-Freiwilligen-Panzergrenadier-Division „Horst Wessel“
Die 18. SS-Freiwilligen-Panzergrenadier-Division „Horst Wessel“ war eine Panzergrenadier-Division der Waffen-SS im Zweiten Weltkrieg. Die Einheit erhielt den Ehrennamen Horst Wessel, nach dem 1930 ermordeten Berliner SA-Führer, der von der NS-Propaganda als „Blutzeuge“ verklärt wurde.

## Geschichte
Die Division wurde am 25. Januar 1944 im Raum Zagreb/Celje in Kroatien aus der 1. SS-Infanterie-Brigade (mot.), der Sturmgeschütz-Batterie der 6. SS-Gebirgs-Division „Nord“ und Ausbildungseinheiten aufgestellt.

### Aufstellung und Zusammensetzung
Die Division sollte ursprünglich aus Angehörigen der SA rekrutiert werden, wurde aber mit Ungarndeutschen ergänzt, weil sich nicht genügend geeignete SA-Angehörige meldeten. Offenbar hatte man in den Reihen der SA die Rolle der SS während des sogenannten Röhm-Putsches nicht vergessen. Diese Rekrutierung ungarischer Staatsangehöriger wurde durch den Vertrag mit der ungarischen Marionetten-Regierung Döme Sztójays vom 14. April 1944 möglich, der den Dienst in der Waffen-SS mit dem Wehrdienst in der ungarischen Armee gleichstellte.

### Einsatz
Noch vor Abschluss der Aufstellung und ohne vollständig ausgerüstet und ausgebildet worden zu sein, nahm die Division an dem Unternehmen Margarethe teil, der Besetzung Ungarns im März 1944, die einen Kriegsaustritt des Landes verhindern sollte. Als sowjetische Truppen im Juli 1944 ungarisches Gebiet bedrohten, wurde eine Kampfgruppe um das SS-Panzergrenadier-Regiment 40 unter Obersturmbannführer Ernst Schäfer, die wenig später durch die Französische SS-Freiwilligen-Sturmbrigade (Marschbataillon Cance als IV. Bataillon) verstärkt wurde, an das XXIV. Panzerkorps der Heeresgruppe Nordukraine abgegeben. Im August 1944 nahm vermutlich dasselbe Regiment zusammen mit der SS-Sondereinheit Dirlewanger an der Niederschlagung des slowakischen Nationalaufstand teil, bevor die Division im Herbst 1944 erstmals geschlossen an der Front in Ungarn eingesetzt wurde. Während der Schlacht um Budapest wurde die Division in schweren Kämpfen nach Norden abgedrängt, so dass ihr das Schicksal der anderen SS-Divisionen (Florian Geyer, Maria Theresia, 33. Waffen-Kavallerie-Division der SS (ungarische Nr. 3) dort erspart blieb. Die Division scheint hauptsächlich dazu benutzt worden zu sein, die wankenden Alliierten, Ungarn und die Slowakei, auf Kurs zu halten.
Zuletzt wurde die Division im Raum Breslau eingesetzt, wo sich im Mai 1945 der größte Teil der Division bei Hirschberg am See im nördlichen Sudetenland sowjetischen Truppen ergab. Kleinere Gruppen konnten sich nach Westen durchschlagen, wo sie vor amerikanischen Truppen kapitulierten.

## Kriegsverbrechen
Die beiden SS-Grenadier-Regimenter 39 und 40 der 1. SS-Infanterie-Brigade (mot.) bildeten die SS-Panzergrenadier-Regimenter 39 und 40. Das SS-Panzergrenadier-Regiment 39 war ursprünglich am 11. Oktober 1939 als SS-Totenkopfstandarte 8 in Krakau aus Teilen der Totenkopfstandarte 4 (Linz) aufgestellt worden. Es war, wie die Totenkopfstandarte 10, Teil der 1. SS-Infanterie-Brigade (mot.) beim Kommandostab RFSS, der ab Juni 1941 im rückwärtigen Heeresgebiet in Russland für „Sicherungs- und Säuberungsaufgaben“ – eine Umschreibung für die Terrorisierung der Bevölkerung und die Ermordung der jüdischen Bevölkerung – eingesetzt wurde. Am 1. September 1943 erfolgte die Umbenennung in SS-Grenadier-Regiment 8 und am 12. November 1943 in SS-Grenadier-Regiment 39.
Das SS-Panzergrenadier-Regiment 40 war ursprünglich am 11. November 1939 als SS-Totenkopf-Standarte 10 in Weimar-Buchenwald aus der Totenkopfstandarte 2 „Thüringen“ aufgestellt worden. Zum 25. Februar 1941 war es in ein motorisiertes Infanterie-Regiment umgewandelt worden, bevor es im Zuge der Durchnummerierung der SS-Einheiten am 22. Oktober 1943 in SS-Grenadier-Regiment 40 umbenannt wurde. Beide Regimenter sind somit zumindest organisatorisch, wenn nicht unbedingt personell, sowohl mit den KZ-Wachmannschaften, als auch mit der Ermordung der jüdischen Bevölkerung in Osteuropa verbunden.

## Gliederung
- SS-Panzergrenadier-Regiment 39 (I.–III.)
- SS-Panzergrenadier-Regiment 40 (I.–III.)
- SS-Artillerie-Regiment 18 (I.–IV.)
- SS-Panzer-Abteilung 18
- SS-Sturmgeschütz-Abteilung 18
- SS-Panzer-Aufklärungs-Abteilung 18
- SS-Panzerjäger-Abteilung 18
- SS-Flak-Abteilung 18
- SS-Nachrichten-Abteilung 18
- SS-Pionier-Bataillon 18
- SS-Nachschub-Truppen 18
- SS-Instandsetzungs-Abteilung 18
- SS-Wirtschafts-Bataillon 18
- SS-Verwaltungstruppen-Abteilung 18
- SS-Feldgendarmerie-Kompanie 18
- SS-Feldersatz-Bataillon 18
- SS-Sanitäts-Abteilung 18[5]

## Kommandeure
- 25. Januar 1944 bis 3. Januar 1945: SS-Brigadeführer August-Wilhelm Trabandt
- 3.–10. Januar 1945: SS-Gruppenführer und Generalleutnant der Waffen-SS Josef Fitzthum
- 10. Januar bis März 1945: SS-Standartenführer Georg Bochmann
- März bis 8. Mai 1945: SS-Standartenführer Heinrich Petersen